# Gornje Zuniče
Gornje Zuniče (serbisch-kyrillisch Горње Зуниче) ist ein Dorf in der Opština Knjaževac, Serbien, mit 420 Einwohnern laut Volkszählung 2011. Im Westen des Ortes verläuft die Magistrale  35. Am Westrand gibt ebenfalls es einen Haltepunkt an der Bahnstrecke Crveni Krst–Prahovo Pristanište, an dem je zwei Mal täglich Regionalzüge nach Niš und Zaječar halten. Durch Gornje Zuniče verläuft ein Bach, der im Westen des Dorfgebiets in den Beli Timok mündet.

## Belege
1. ↑  Република Србија, Републички завод за статистику: УПОРЕДНИ ПРЕГЛЕД БРОЈА СТАНОВНИКА: 1948, 1953, 1961, 1971, 1981, 1991, 2002. И 2011. Република Србија Републички завод за статистику, Belgrad 2014, ISBN 978-86-6161-109-4, S. 104 (serbisch, Online [PDF]).
2. ↑  Srbija Voz: 75 Niš-Zaječar-Parhovo Pristanište-Zaječar-Niš. Srbija Voz, 2022, abgerufen am 17. Dezember 2022 (serbokroatisch).